# David Scheller
Pour les articles homonymes, voir Scheller.
David Scheller, né à Munich (Allemagne de l'Ouest) le 12 octobre 1972, est un acteur allemand.

## Filmographie partielle

### Au cinéma
- 2007 : Das wilde Leben : Dieter Bockhorn
- 2007 : Fay Grim de Hal Hartley
- 2015 : Buddha's Little Finger : Zherbunov
- 2015 : Der Bunker : le père
- 2015 : Real Fight : David
- 2017 : The Captain - L'Usurpateur (Der Hauptmann) de Robert Schwentke : Claasen